# 葉涅爾傑季基夫
48°49′10″N 36°41′4″E / 48.81944°N 36.68444°E
埃內爾赫蒂基夫（烏克蘭語：Енергетиків）是位於烏克蘭東部的村莊，由哈爾科夫州洛佐瓦區的布利茲紐基市鎮負責管轄。該村始建於1956年，面積0.06平方公里，海拔高度201米，2001年人口188，人口密度每平方公里3,133.3人。